# Songyuan
Songyuan léase Song-Yuán (en chino, 松原市; pinyin, Sōngyuán shì) es una ciudad-prefectura en la provincia de Jilin, República Popular de China. Limita al norte con Daqing, al sur con Changchun, al oeste con Baicheng y al este con Harbin.

## Administración
La ciudad prefectura de Songyuan se divide en 1 distrito, 3 condados y 1 condado autónomo:
- Distrito Ningjiang (宁江区)
- Condado Fuyu (扶余县)
- Condado Changling (长岭县)
- Condado Qian'an (乾安县)
- Condado autónomo Qian Gorlos (前郭尔罗斯蒙古族自治县(

## Geografía
Songyuan se encuentra en la intersección de las provincias de Jilin, Heilongjiang y Mongolia Interior. Situada en el oeste medio de la provincia de Jilin, en el centro del noreste de China, la ciudad cubre 22.000 km² con una población de 2,8 millones de habitantes.
Hay 7600 km² de tierra cultivable, con una producción anual de alimentos de alrededor de 6 millones de toneladas, una cuarta parte de la producción total de la provincia de Jilin. El área urbana es 71,76 km². El río Songhua atraviesa la ciudad, lo que lo convierte en una zona de progreso.

## Transporte
Hay cinco ferrocarriles y seis carreteras provinciales o nacionales que pasan por la ciudad. Toma noventa minutos en taxi llegar al aeropuerto de Changchun o Harbin. Varios trenes salen diariamente de Changchun y Harbin, ciudades que también se pueden llegar a través de vías navegables.

## Clima
El tiempo en Songyuan está influenciado por el clima continental húmedo. El verano es caluroso y los inviernos son muy fríos , ventosos pero secos. El mes más frío es enero con -15C y julio el más caliente con 23C. 
| Parámetros climáticos promedio de Songyuan (1971–2000) | Parámetros climáticos promedio de Songyuan (1971–2000) | Parámetros climáticos promedio de Songyuan (1971–2000) | Parámetros climáticos promedio de Songyuan (1971–2000) | Parámetros climáticos promedio de Songyuan (1971–2000) | Parámetros climáticos promedio de Songyuan (1971–2000) | Parámetros climáticos promedio de Songyuan (1971–2000) | Parámetros climáticos promedio de Songyuan (1971–2000) | Parámetros climáticos promedio de Songyuan (1971–2000) | Parámetros climáticos promedio de Songyuan (1971–2000) | Parámetros climáticos promedio de Songyuan (1971–2000) | Parámetros climáticos promedio de Songyuan (1971–2000) | Parámetros climáticos promedio de Songyuan (1971–2000) | Parámetros climáticos promedio de Songyuan (1971–2000) |
| Mes                                                    | Ene.                                                   | Feb.                                                   | Mar.                                                   | Abr.                                                   | May.                                                   | Jun.                                                   | Jul.                                                   | Ago.                                                   | Sep.                                                   | Oct.                                                   | Nov.                                                   | Dic.                                                   | Anual                                                  |
| ------------------------------------------------------ | ------------------------------------------------------ | ------------------------------------------------------ | ------------------------------------------------------ | ------------------------------------------------------ | ------------------------------------------------------ | ------------------------------------------------------ | ------------------------------------------------------ | ------------------------------------------------------ | ------------------------------------------------------ | ------------------------------------------------------ | ------------------------------------------------------ | ------------------------------------------------------ | ------------------------------------------------------ |
| Temp. máx. media (°C)                                  | −9.3                                                   | −4.3                                                   | 3.9                                                    | 14.4                                                   | 21.8                                                   | 26.6                                                   | 28.2                                                   | 27.0                                                   | 21.6                                                   | 13.1                                                   | 1.7                                                    | −6.8                                                   | 11.5                                                   |
| Temp. mín. media (°C)                                  | −20.6                                                  | −16.5                                                  | −8.2                                                   | 1.5                                                    | 9.0                                                    | 15.4                                                   | 19.2                                                   | 17.2                                                   | 9.9                                                    | 1.3                                                    | −8.7                                                   | −17.1                                                  | 0.20                                                   |
| Precipitación total (mm)                               | 1.6                                                    | 2.7                                                    | 9.4                                                    | 16.3                                                   | 40.1                                                   | 71.6                                                   | 137.3                                                  | 97.0                                                   | 39.2                                                   | 21.8                                                   | 6.2                                                    | 3.0                                                    | 446.2                                                  |
| Días de precipitaciones (≥ 0.1 mm)                     | 2.4                                                    | 2.8                                                    | 3.8                                                    | 5.6                                                    | 8.4                                                    | 12.0                                                   | 13.4                                                   | 11.0                                                   | 7.9                                                    | 5.1                                                    | 3.8                                                    | 3.4                                                    | 79.6                                                   |
| Fuente: Weather.com.cn                                 |                                                        |                                                        |                                                        |                                                        |                                                        |                                                        |                                                        |                                                        |                                                        |                                                        |                                                        |                                                        |                                                        |